# Пясечно
Пясечно (пол. Piaseczno)  —  город  в Польше, входит в Мазовецкое воеводство,  Пясечинский повят.  Имеет статус городско-сельской гмины. Занимает площадь 16,33 км². Население 47 423 человек (на 2017 год). В данном городе умерла польская воспитательница, психолог и педагог Мария Гжегожевская.

## История
Статус города получил 15 ноября 1429 года. В самом городе имеется узкоколейная железная дорога, стыкующаяся с линией Мазовецких железных дорог на станции Пясечно-Перегрузочная.

## Фотографии

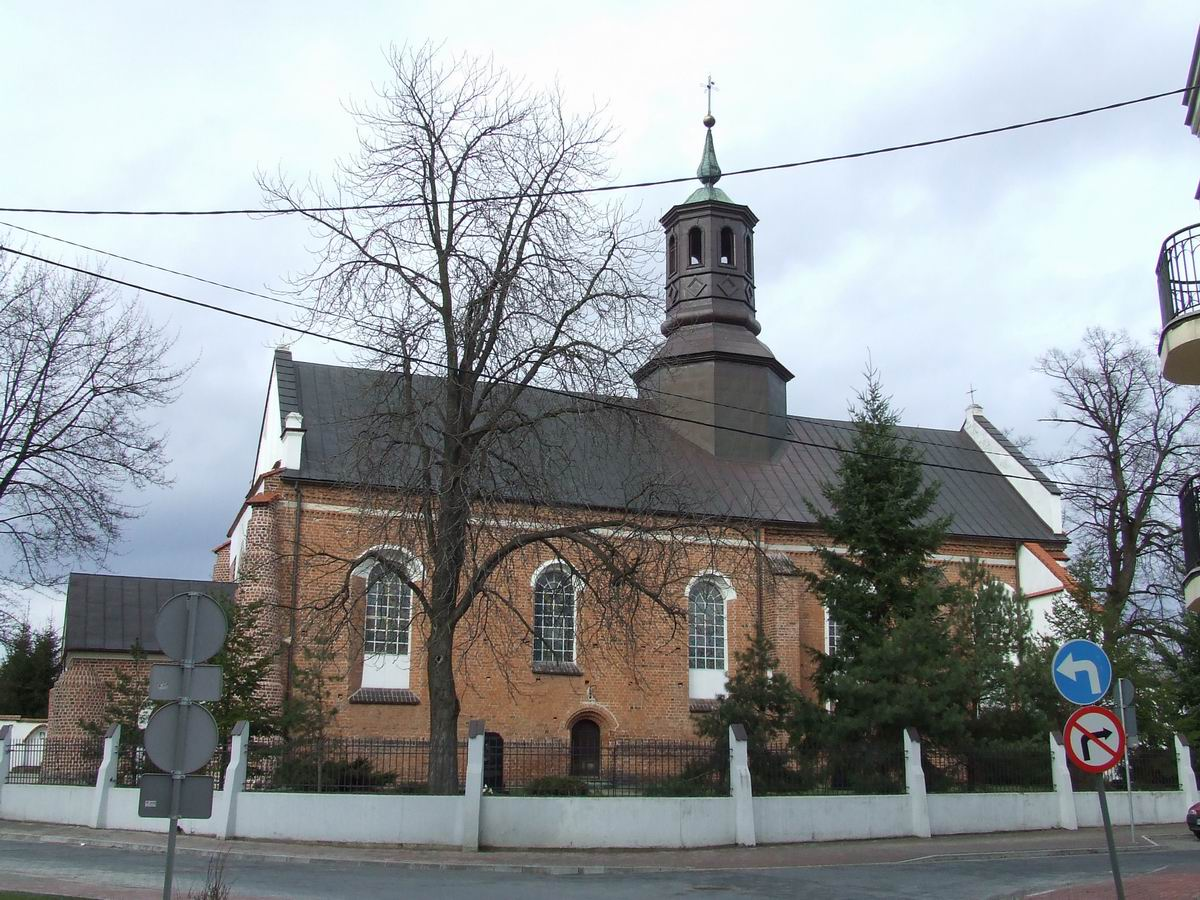
Костёл
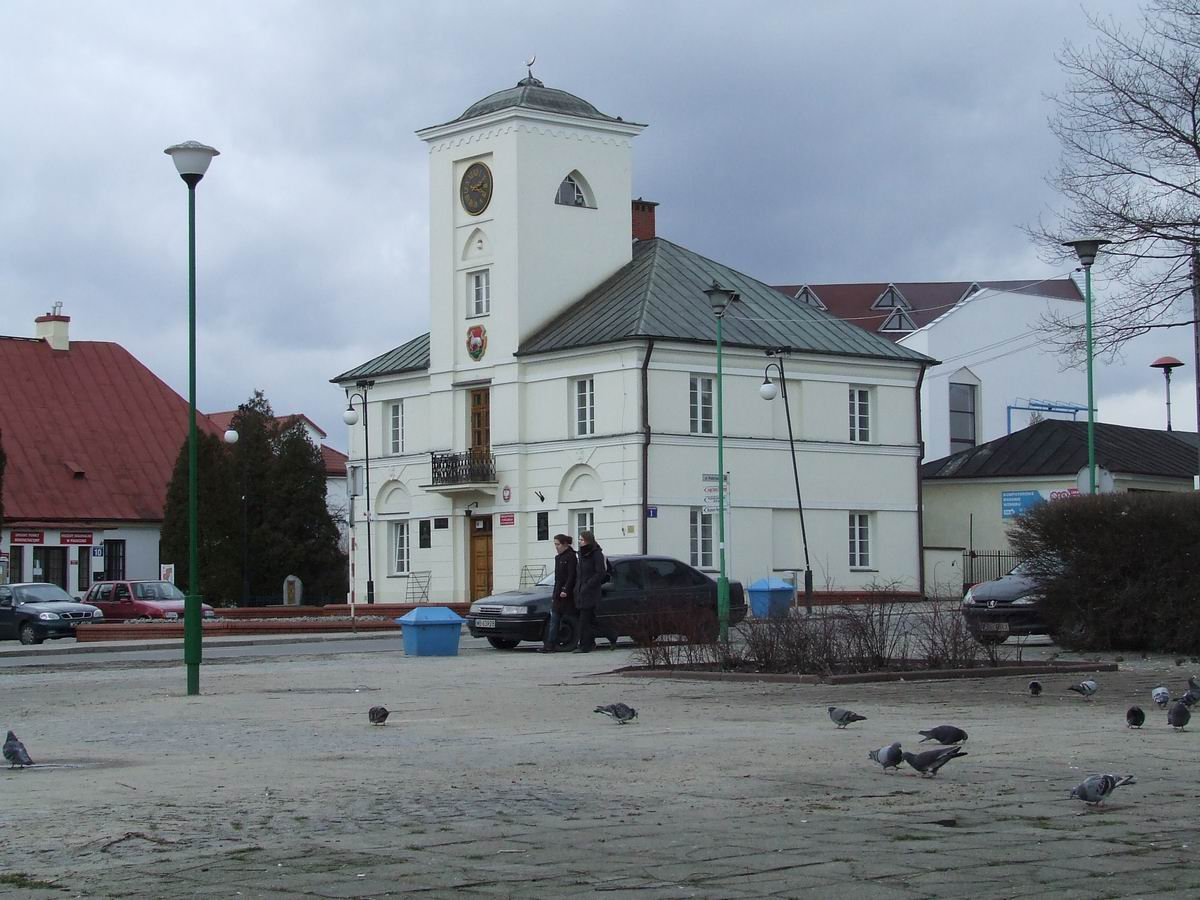
Ратуша
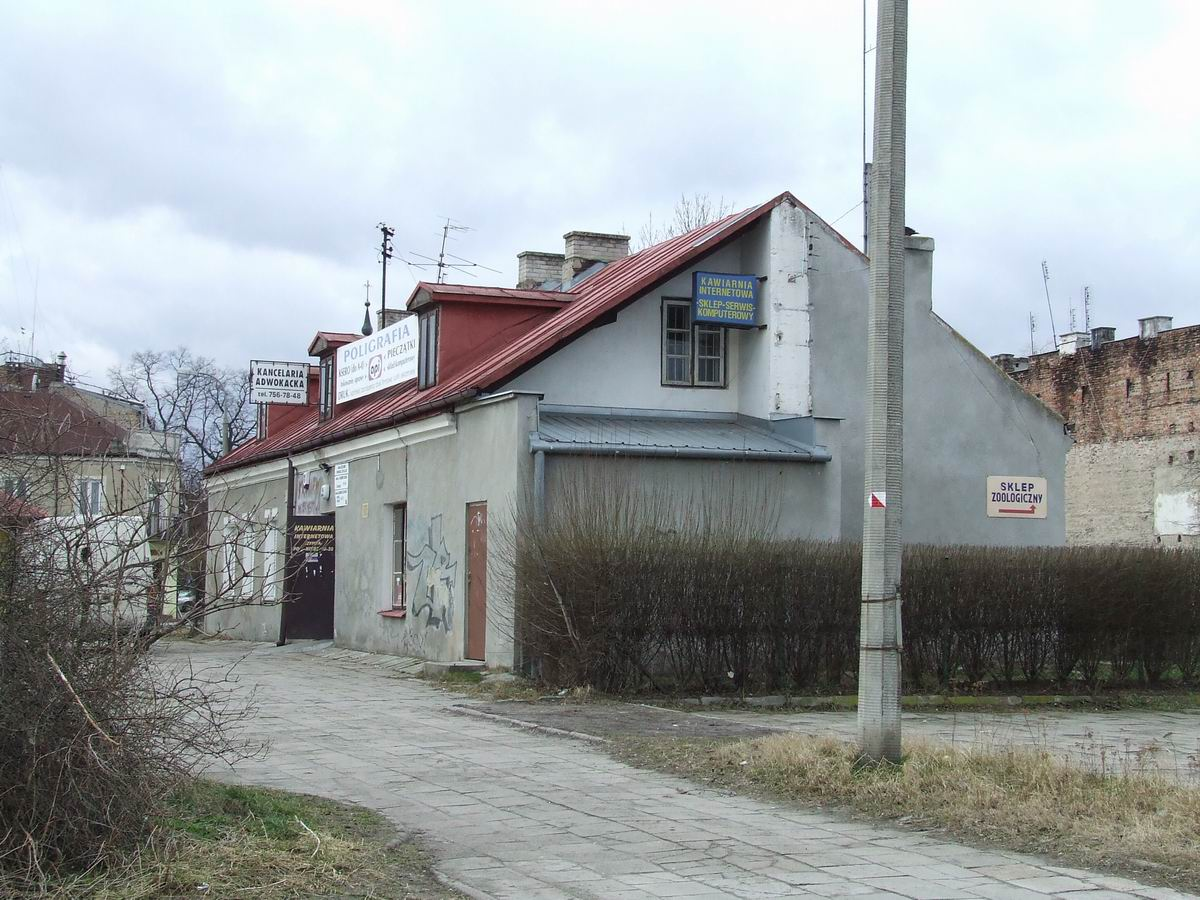
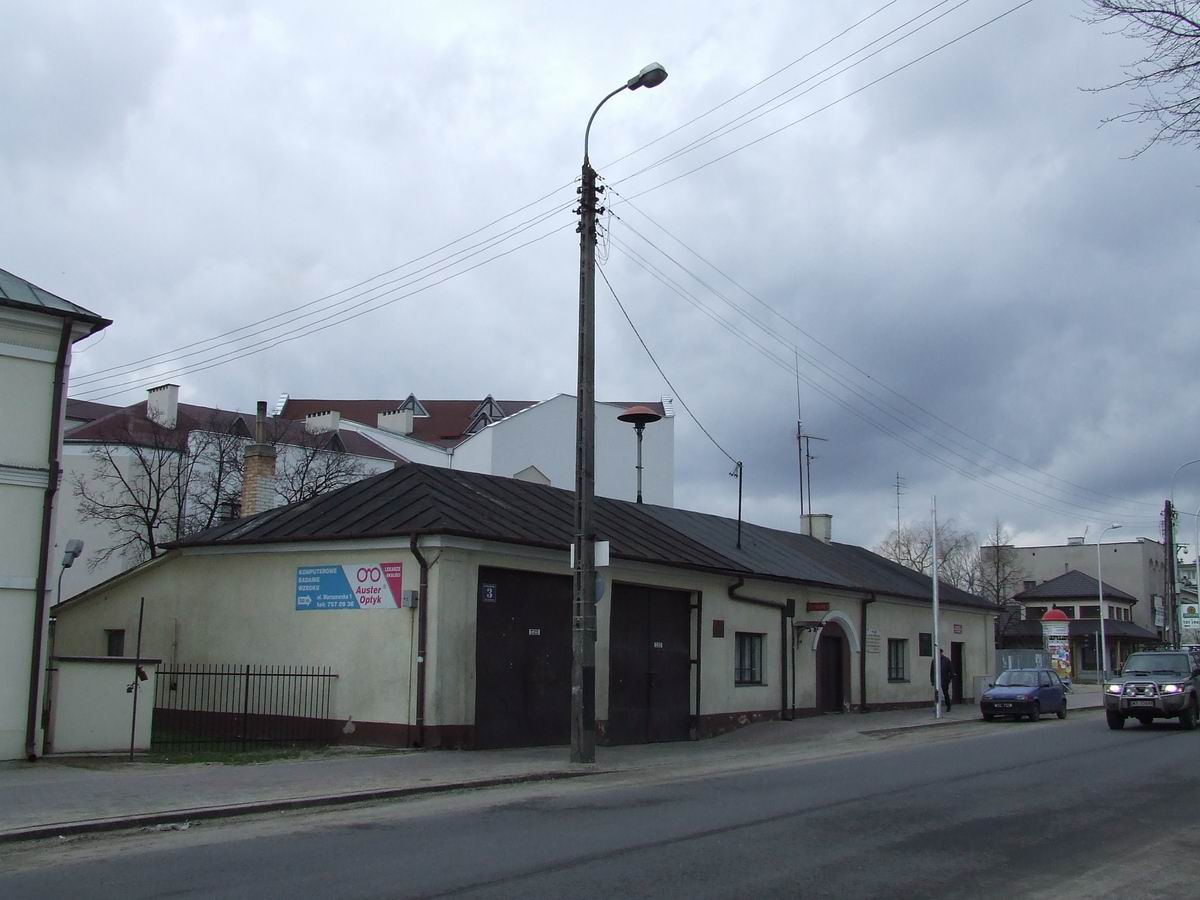
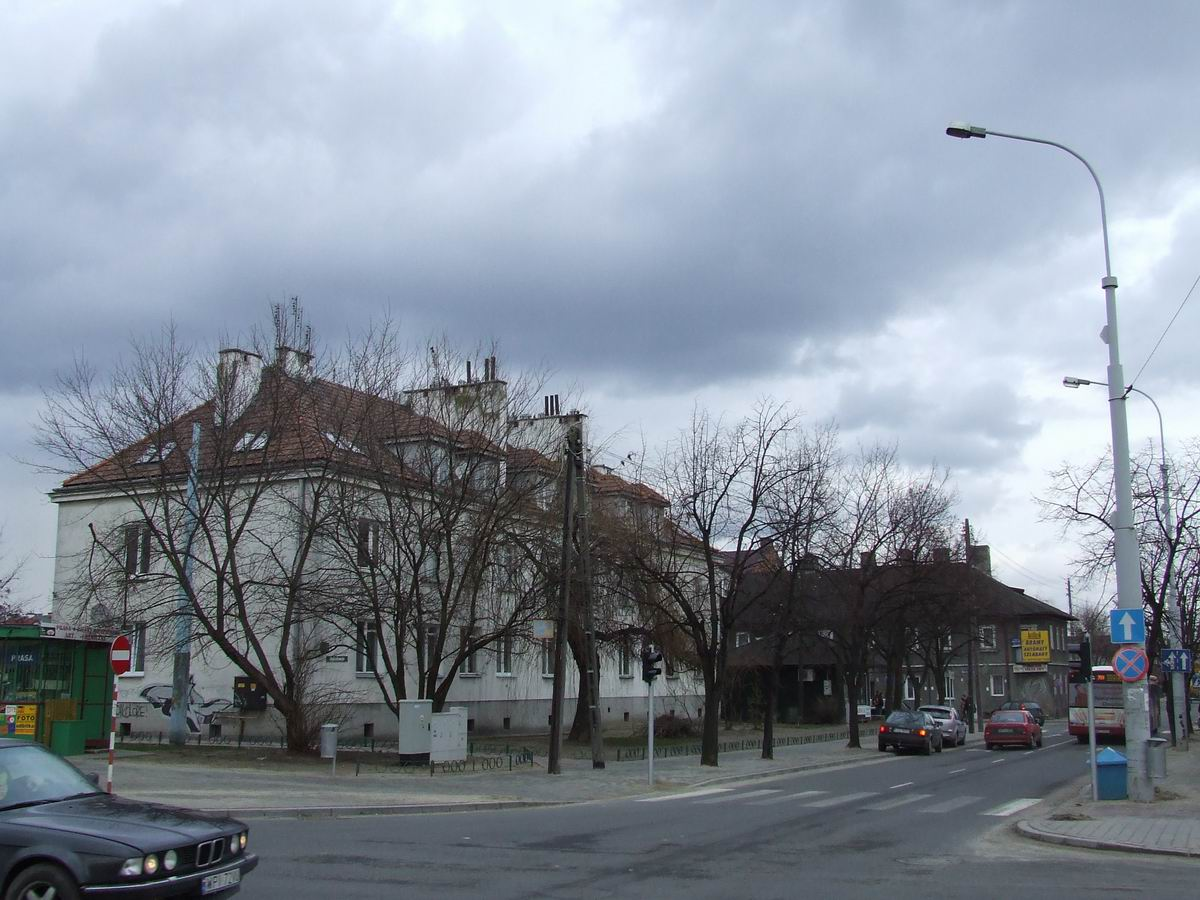
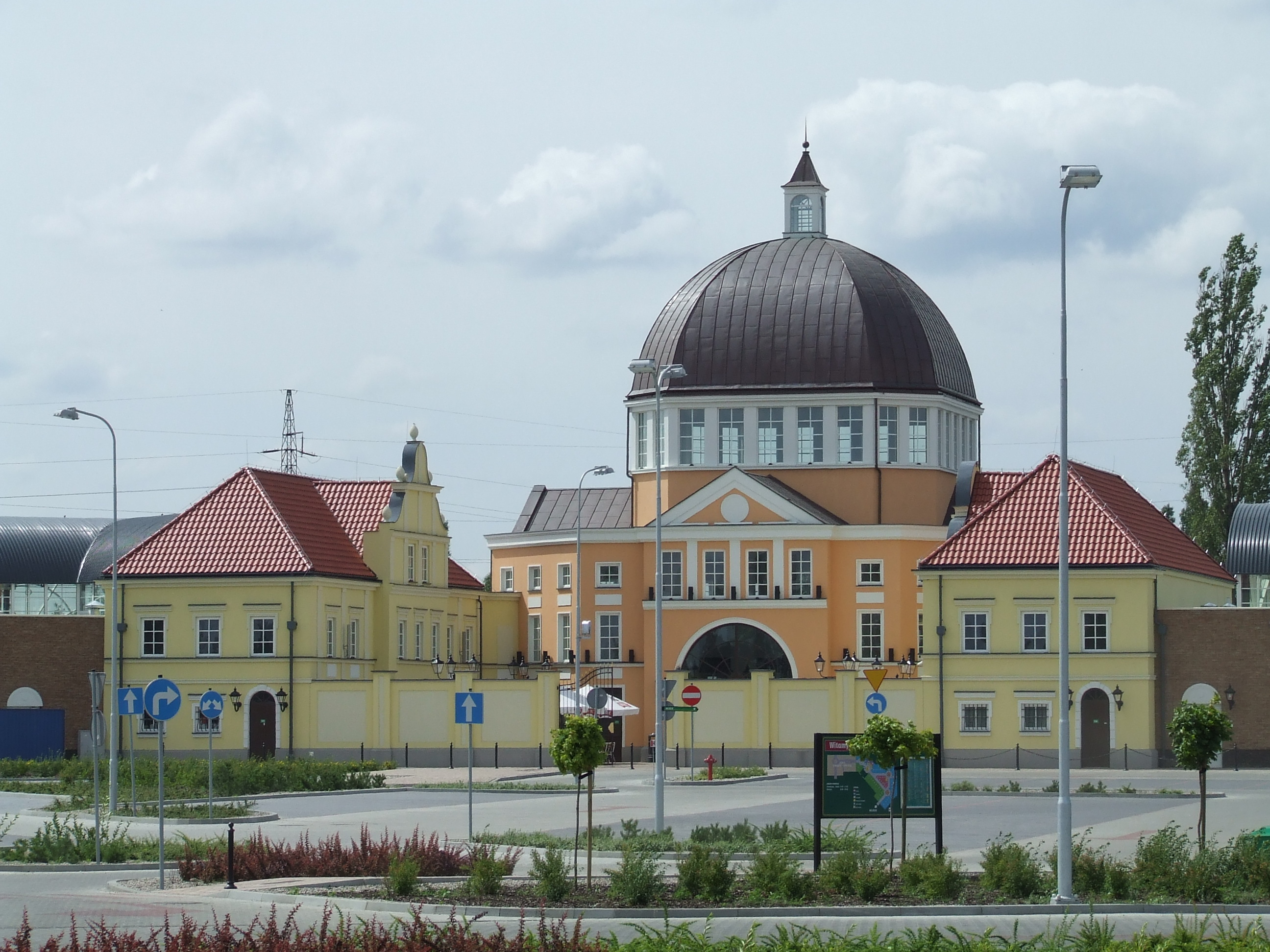
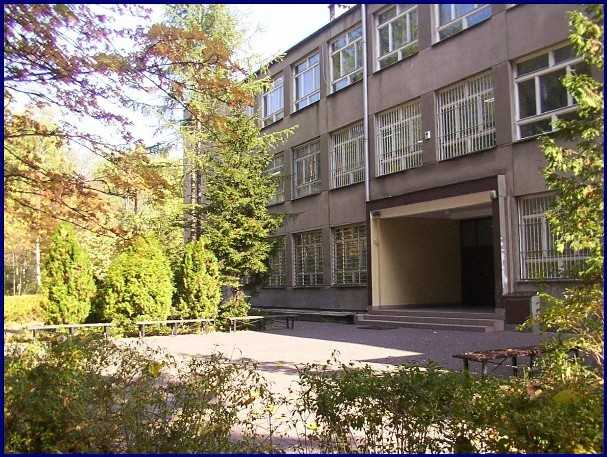